# Texas (band)
Texas is een Schotse rockband, afkomstig uit Glasgow.
De groep werd opgericht door Johnny McElhone in 1986 en trad voor het eerst op in maart 1988 in de universiteit van Dundee. De groepsnaam is afkomstig van een film uit 1984 van Wim Wenders, genaamd Paris, Texas.
In 1989 had Texas wereldwijd een hit met hun eerste single "I Don't Want a Lover". Deze single was afkomstig van hun debuutalbum Southside, waarvan wereldwijd 2 miljoen exemplaren verkocht werden. Door de Nederlandse Vereniging van Producenten en Importeurs van beeld- en geluidsdragers werd dit album met een gouden plaat bekroond. De daarop volgende albums Mother's Heaven (1991) en Ricks Road (1993) waren minder succesvol.
In 1997 maakte Texas een comeback met "Say What You Want" van hun album White On Blonde. Ook de singles "Black Eyed Boy", "Halo", "Put Your Arms Around Me" en "Insane" komen van dit album.
In 1999 kwam hun vijfde album The Hush uit, waarvan twee liedjes in heel Europa vrij grote hits werden: "In Our Lifetime" en "Summer Son". Dit album werd hun best verkochte album tot nu toe.
In 2000 kwam hun eerste verzamelalbum uit, The Greatest Hits. Op dit album staan tevens drie nieuwe nummers: "Inner Smile", "Guitar Song" en "In Demand". "Inner Smile" (geschreven door Gregg Alexander) en In Demand worden beide hits. Beide werden uitgebracht met een opmerkelijke videoclip. In "Inner Smile" maakte zangeres Sharleen Spiteri een ware Elvis-metamorfose mee, en in "In Demand" is er een cameo weggelegd voor niemand minder dan Alan Rickman. Ook "Guitar Song" is een opmerkelijk nummer, hierin wordt gebruikgemaakt van een sample van het lied "Je t'aime... moi non plus" van Serge Gainsbourg en Jane Birkin.
In september 2002 beviel zangeres Sharleen Spiteri van een dochter. Een jaar daarvoor had ze als zangeres meegewerkt aan een track voor het album First Contact van Roger Sanchez.
In 2003 verschijnt het album Careful What You Wish For, met daarop een duet met de Canadese rapper Kardinal Offishall, genaamd "Carnival Girl". "I'll See It Through" is de volgende single van dit album. Beide brengen niet het verwachte succes; het album wordt geen kassucces.
In november 2005 komt Red Book uit. In de pers worden vergelijkingen gemaakt met de 'topperiode' van White On Blonde. "Getaway", "Can't Resist" en "Sleep" zijn de singles die worden uitgebracht. In de video van "Sleep" zien we Brits stand-upcomedian Peter Kay verschijnen, hij was tevens regisseur van de clip. In 2006 was Sharleen ook een van de artiesten op de jaarlijkse Night Of The Proms-concerten in het Antwerps Sportpaleis.
In 2007 verscheen The BBC Sessions. Het is een verzameling van 24 nummers opgenomen tijdens radiosessies bij de BBC Radio tussen 1989 en 2003. Na dit album was het een tijd stil rond de band, mede omdat bandlid van het eerste moment Ally McErlaine een hersenbloeding kreeg in 2009. De bandleden legden zich toe op eigen projecten.

## Bandleden
- Sharleen Spiteri - zang en gitaar
- Tony McGovern - zang en gitaar
- Ally McErlaine - gitaar
- Johnny McElhone - basgitaar
- Eddie Campbell - keyboard
- Michael Bannister - keyboard
- Ross McFarlane - drum

## Discografie

### Albums
| Jaar | Album                        | Piek | Piek | Opmerkingen                                    |
| Jaar | Album                        | VK   | VS   | Opmerkingen                                    |
| ---- | ---------------------------- | ---- | ---- | ---------------------------------------------- |
| 1989 | Southside                    | 3    | 88   |                                                |
| 1991 | Mothers Heaven               | 32   | —    |                                                |
| 1993 | Ricks Road                   | 18   | —    |                                                |
| 1997 | White on Blonde              | 1    | —    |                                                |
| 1999 | The Hush                     | 1    | —    |                                                |
| 2000 | The Greatest Hits            | 1    | —    | Verzamelalbum                                  |
| 2003 | Careful What You Wish For    | 5    | —    |                                                |
| 2004 | I Don't Want a Lover         | —    | —    |                                                |
| 2005 | Red Book                     | 16   | —    |                                                |
| 2007 | The BBC Sessions             | —    | —    | Live-album                                     |
| 2013 | The Conversation             | 4    | —    |                                                |
| 2015 | Texas 25                     | 5    | —    | Dubbel verzamelalbum met enkele nieuwe nummers |
| 2017 | Jump On Board                | 6    | —    |                                                |
| 2021 | Hi                           | 3    | —    |                                                |
| 2023 | The Very Best Of 1989 - 2023 | —    | —    | Verzamelalbum                                  |
| 2024 | The Muscle Shoals Sessions   | —    | —    |                                                |

### Singles
| Jaar | Nummer                                          | Piek | Piek | Piek | Piek | Piek | Opmerkingen                      |
| Jaar | Nummer                                          | VK   | DE   | FR   | AUS  | NL   | Opmerkingen                      |
| ---- | ----------------------------------------------- | ---- | ---- | ---- | ---- | ---- | -------------------------------- |
| 1989 | I Don't Want a Lover                            | 8    | 18   | 4    | —    | —    |                                  |
| 1989 | Thrill Has Gone                                 | 60   | 73   | —    | —    | —    |                                  |
| 1989 | Everyday Now                                    | 44   | —    | —    | —    | —    |                                  |
| 1989 | Prayer for You                                  | 73   | —    | —    | —    | 23   |                                  |
| 1991 | Why Believe in You                              | 66   | —    | —    | —    | 33   |                                  |
| 1991 | In My Heart                                     | 74   | —    | —    | —    | —    |                                  |
| 1992 | Alone with You                                  | 32   | —    | —    | —    | —    |                                  |
| 1992 | Tired of Being Alone                            | 19   | —    | —    | —    | —    |                                  |
| 1993 | So Called Friend                                | 30   | 92   | —    | —    | —    |                                  |
| 1993 | You Owe It All to Me                            | 39   | —    | —    | —    | —    |                                  |
| 1994 | So In Love with You                             | 28   | —    | —    | —    | —    |                                  |
| 1997 | Say What You Want                               | 3    | 61   | 22   | —    | 31   |                                  |
| 1997 | Halo                                            | 10   | —    | —    | —    | —    |                                  |
| 1997 | Black Eyed Boy                                  | 5    | 68   | 29   | 50   | —    |                                  |
| 1997 | Put Your Arms around Me                         | 10   | —    | 67   | —    | —    |                                  |
| 1998 | Say What You Want (All Day, Every Day) / Insane | 4    | —    | —    | —    | 5    | heropname met Wu-Tang Clan       |
| 1999 | In Our Lifetime                                 | 4    | 68   | 23   | —    | —    |                                  |
| 1999 | Summer Son                                      | 5    | 3    | 4    | —    | —    |                                  |
| 1999 | When We Are Together                            | 12   | 71   | —    | —    | —    |                                  |
| 2000 | In Demand                                       | 6    | 80   | —    | —    | —    |                                  |
| 2001 | Inner Smile                                     | 6    | 36   | 37   | —    | 14   |                                  |
| 2001 | I Don't Want a Lover (Remix)                    | 16   | —    | —    | —    | —    |                                  |
| 2001 | Guitar Song                                     | —    | —    | —    | —    | —    | uitsluitend in België uitgegeven |
| 2003 | Carnival Girl                                   | 9    | 94   | 57   | —    | —    | met Kardinal Offishall           |
| 2003 | I'll See It Through                             | 40   | —    | —    | —    | —    |                                  |
| 2005 | Getaway                                         | 6    | 59   | 59   | —    | —    |                                  |
| 2005 | Can't Resist                                    | 13   | —    | —    | —    | —    |                                  |
| 2006 | Sleep                                           | 6    | —    | —    | —    | —    |                                  |
| 2013 | The Conversation                                | 73   | —    | —    | —    | —    |                                  |
| 2013 | Detroit City                                    | 161  | —    | —    | —    | —    |                                  |
| 2013 | Dry Your Eyes                                   | —    | —    | —    | —    | —    |                                  |
| 2015 | Start A Family                                  | —    | —    | —    | —    | —    |                                  |
| 2017 | Let's Work It Out                               | —    | —    | —    | —    | —    |                                  |
| 2017 | Tell That Girl                                  | —    | —    | —    | —    | —    |                                  |
| 2017 | Midnight                                        | —    | —    | —    | —    | —    |                                  |
| 2017 | Can't Control                                   | —    | —    | —    | —    | —    |                                  |
| 2020 | Hi                                              | —    | —    | —    | —    | —    | heropname met Wu-Tang Clan       |
| 2021 | Mr Haze                                         | —    | —    | —    | —    | —    |                                  |
| 2021 | Moonstar                                        | —    | —    | —    | —    | —    |                                  |
| 2021 | You Can Call Me                                 | —    | —    | —    | —    | —    |                                  |
| 2021 | Unbelievable                                    | —    | —    | —    | —    | —    |                                  |
| 2023 | After All                                       | —    | —    | —    | —    | —    |                                  |
| 2023 | Keep On Talking                                 | —    | —    | —    | —    | —    |                                  |
| 2024 | Would I Lie To You                              | —    | —    | —    | —    | —    |                                  |